# Задатки
Задатки — анатомо-физиологические особенности нервной системы, служащие базой для формирования тех или иных способностей.
Способности имеют органические, наследственно закрепленные предпосылки для их развития в виде задатков. Например, морфологические и функциональные особенности строения мозга, органов чувств и движения.
Люди от рождения бывают наделены различными задатками, хотя различия эти не так велики, как это утверждают те, которые различия в способностях ошибочно целиком сводят к различию врожденных задатков. К врожденным задаткам относятся такие свойства зрительного анализатора, как точное определение пропорций, цвета и т. п., необходимые для успешного развития способностей к художественному творчеству, или очень тонкая чувствительность обонятельного анализатора, на основе которой развиваются профессиональные способности парфюмеров-создателей новых сортов духов.
Задатки — врожденные, устойчивые психофизиологические особенности человека, оказывающие существенное влияние на развитие его способностей.
Задатки, вместе с способностями и ресурсами входят в одну область психики, психических явлений человека, связанную и направленную на обеспечение всякого рода деятельности, жизнедеятельности вообще, включая жизнестойкость.
Задатки многозначны; они могут развиваться в различных направлениях. Задатки — лишь предпосылки развития способностей. Развиваясь на основе задатков, способности являются все же функцией не задатков самих по себе, а развития, в которое задатки входят как исходный момент, как предпосылка. Включаясь в развитие индивида, они сами развиваются, то есть преобразуются и изменяются.

## Содержание понятия
От рождения человек имеет индивидуальные особенности строения тела, органов и даже мозга. Хорошая память, гибкий ум, внимательность даны кому-то от природы, а другие люди развивают их упражнениями. Задатки — возможности, которые человек при определенных условиях может развить в способности.
В качестве задатков выделяются:
- Типологические свойства нервной системы, определяющие скорость образования временных нервных связей, их прочность, легкость дифференцировок;
- Анатомические особенности строения анализаторов и связанных с ними областей коры головного мозга.

Задатки являются основой способностей, которые обнаруживаются и развиваются, при благоприятных условиях, только в процессе деятельности.
Для задатков характерно, что
- на основе одних и тех же задатков могут развиваться разные способности;
- задатки, развиваясь, приобретают новые качества.

При отсутствии некоторых задатков, когда человек вовлечён в соответствующую развитию данной способности деятельность, происходит процесс компенсации, то есть развития других задатков в качестве компенсации. Пример — музыкальные способности; здесь задатком является абсолютный слух, однако отсутствие именно такого задатка может быть компенсировано развитием памяти музыкальных интервалов.